# Термінал ЗПГ Чхара
Термінал ЗПГ Чхара — інфраструктурний об'єкт для прийому та регазифікації зрідженого природного газу, споруджений на заході Індії у штаті Гуджарат.
На початку 21 століття на тлі зростання енергоспоживання в Індії виник дефіцит природного газу, для покриття якого почали споруджувати термінали по прийому ЗПГ. Одним з них став термінал у Чхарі на південному узбережжі півострова Катхіявар. 
Проектна потужність об’єкту складає 5 млн тон на рік, при цьому для зберігання ЗПГ споруджено два резервуари об'ємом по 200000 м3. 
Важливим елементом терміналу є причальний комплекс, який для досягнення великих глибин винесений в море майже на кілометр та здатен обслуговувати судна ємністю від 80000 до 260000 м3.
Видача регазифікованої продукції повинна відбуватись по перемичці до системи Дарод – Джафрабад довжиною 87 км, яка при діаметрі 900 мм та робочому тиску 9,8 МПа матиме пропускну здатність у 18 млн м3 на добу. Оскільки траса перемички проходить по території заповідника, отримання необхідних дозволів посувалось зі складнощами. Як наслідок, хоча запуск терміналу планується на кінець 2023-го, проте він не зможе працювати із номінальним навантаженням до завершення газотранспортної інфраструктури.
Проектом також передбачена можливість відпуску ЗПГ у автоцистерни.
Терміналом опікується компанія HPCL Shapoorji Energy Private Limited (HSEPL), яка після 2021 року на 100% належить Hindustan Petroleum Corporation Limited (HPCL).